# Irnério

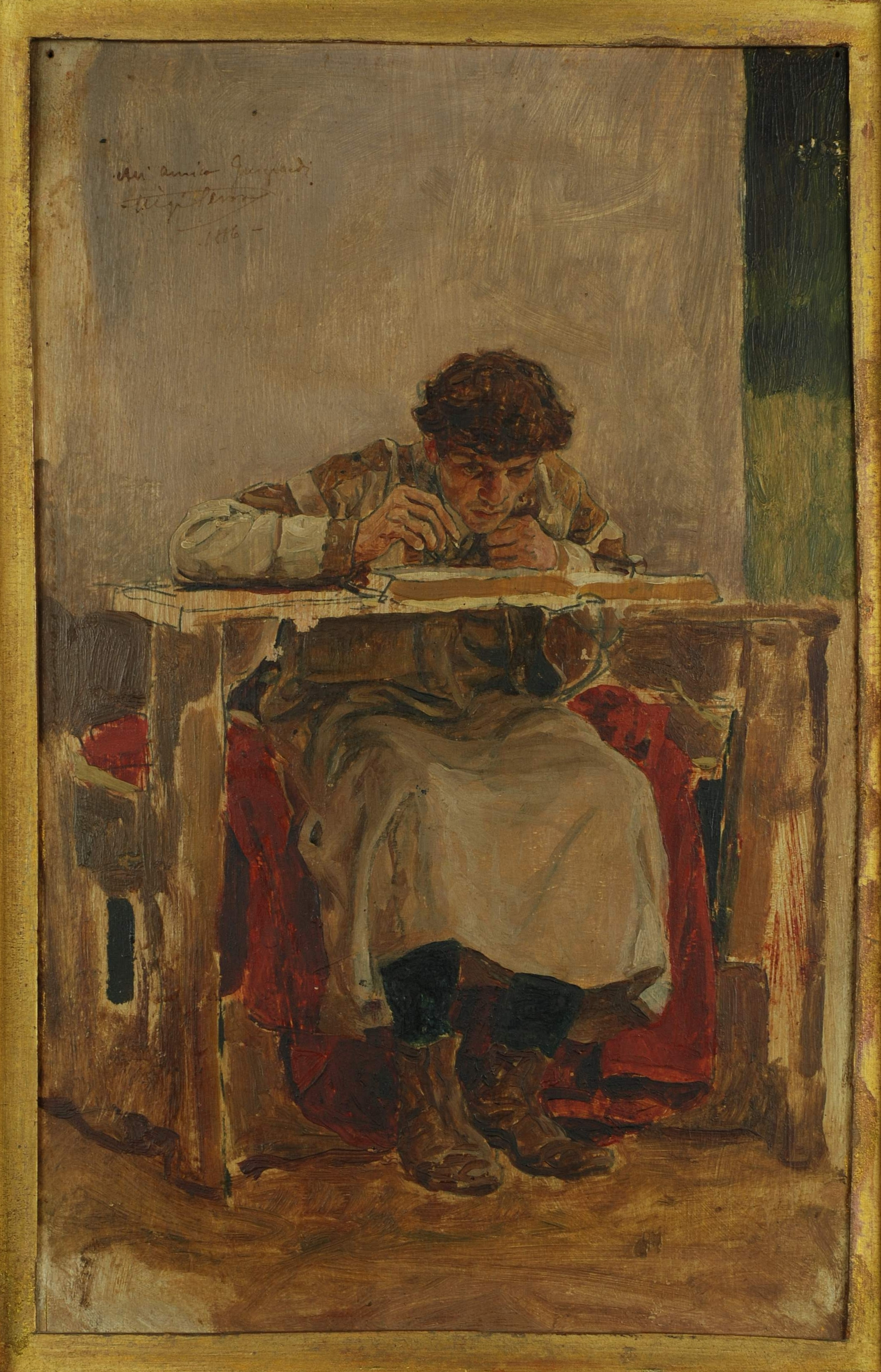
Irnério glossando as antigas leis. Luigi Serra, 1886, Colleção Stefano Pezzoli (Bolonha).

Irnério (em latim: Irnerius ou Wernerius, por vezes, denotando origem germânica, denominado Theutonicus; (Bolonha, c. 1050/1060 – Bolonha, c. 1125/1130) foi um jurista, professor universitário e glosador medieval italiano. Atuou na Universidade de Bolonha, onde era magister e um dos fundadores da escola de direito. Foi o responsável por empregar novamente os textos legislativos compilados por Justiniano que haviam acabado de ser descobertos. Em razão de sua atividade, Irnério costuma receber o apelido de lucerna iuris ou luz da lei. Também é lembrado como illuminator scientiae nostrae, ou seja, como "o iluminador de nossa ciência", isto é o direito.

## Biografia
Pouco se sabe da vida de Irnério. Em primeiro lugar, devia fazer parte da corte de Matilde de Canossa, amiga do futuro Papa Gregório VII, que faleceu em 1115 .
Menções a Irnério aparecem em 14 documentos datados de entre 1112 e 1125 — autos judiciais, uma doação privada e privilégios concedidos pelo sacro-imperador Henrique VI — nos quais ele vem descrito como causidicus e iudex bononiensis.
Após a morte do Papa Pascoal II, defendeu os direitos de Henrique V nas eleições papais. Além disso, um certo magister Guarnerius teria estado envolvido, junto a outros juristas, em algumas questões ligadas à eleição do antipapa Gregório VIII, arcebispo de Braga. Em 1118, recorrendo à Lex regia de imperio, teria declarado legítima a eleição de Gregório VIII e, por este motivo, teria sido excomungado no ano seguinte. Em 1116, muito provavelmente fazia parte da Corte Imperial. Crê-se que tenha morrido sob o Reino de Lotário II, antes do ano de 1140.
Seus sucessores foram, na verdade, seus alunos, apelidados os quatro doutores: Búlgaro, Martinho, Jácobo e Hugo. Graças a esses quatro doutores, a Escola de Bolonha não se reduziu a um episódio temporário ligado à vida de Irnério.
Conta-se que Irnério, próximo da morte, teria sido questionado pelos seus discípulos a respeito do seu sucessor. Teria, então, respondido: Bulgarus, os aureum, Martinus copia legum, Mens legum est Ugo, Jacobus id quod ego. A lenda, ao descrever a escolha de Jácobo, funda-se na lenda contada por Aulo Gélio a respeito do testamento de Aristóteles.
Irnério foi logo depois esquecido, tendo sido apenas redescoberto no século XIX graças ao estudo dos historiadores do direito alemão. Seu nome exato ainda é bastante incerto, tendo em vista que há grandes variações nos manuscritos, podendo-se ler Hirnerius, Hyrnerius, Yrnerius, Iernerius, Gernerius, Guarnerius, Warnerius, ed infine Wernerius.

## Obras

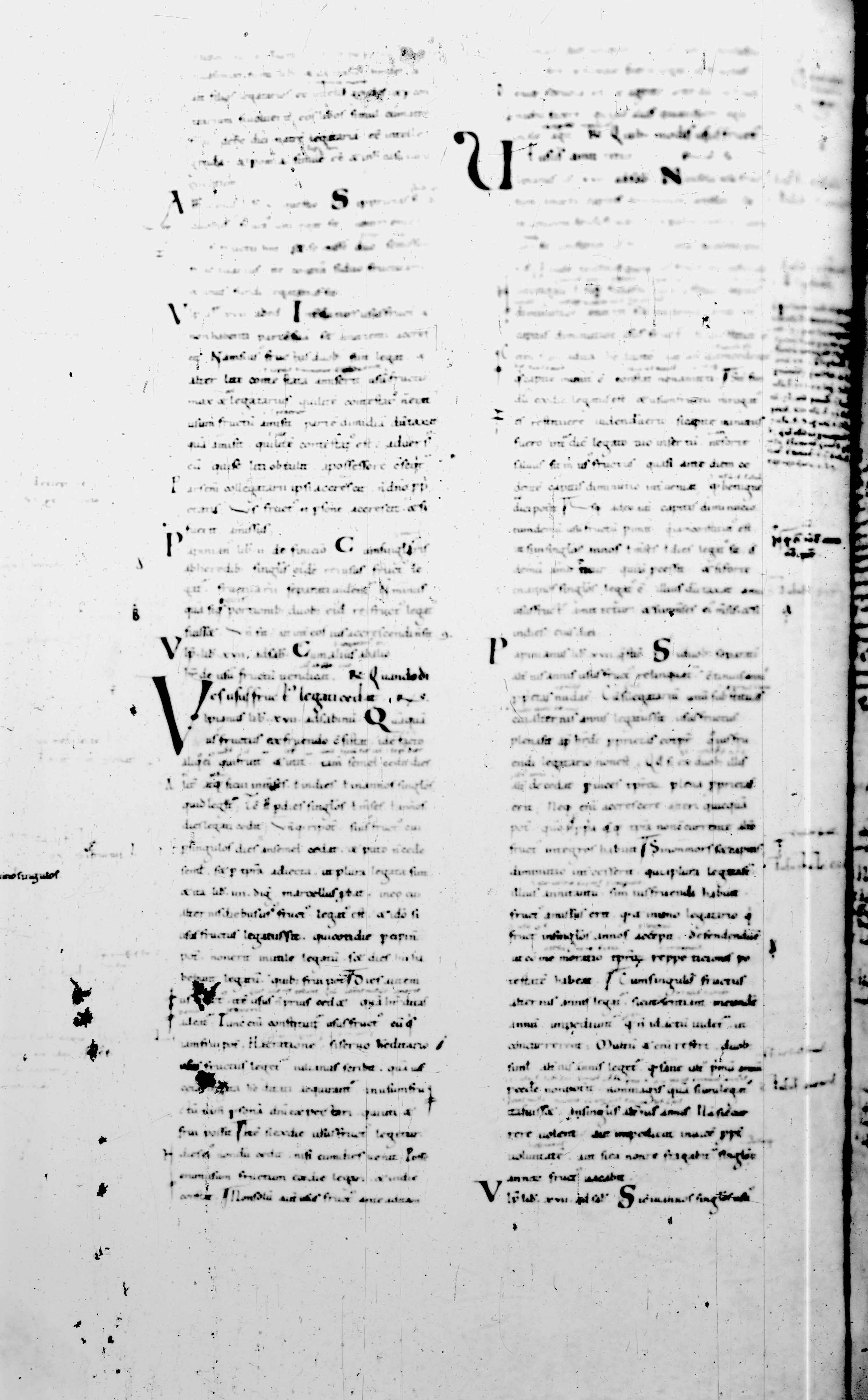
Glossae ad Digestum vetus, manuscrito do século XII

A dedicação de Irnério constituiu ponto central e de viragem para a cultura e civilização europeias. Suas nomerosas glosas interlineares ao Codex de Justiniano, recolhidas na Summa Codicis de Azão, assinalam o início de um direito europeu escrito, sistemático, compreensível e racional, baseado por inteiro no direito romano.
O ensino do jurista bolonhês consistia na leitura de uma parte do Codex aos estudantes, que deveriam copiá-lo para, depois, acompanhar os seus comentários e explicações sobre o assunto contido nas glosas. Foi, portanto, o primeiro dos glosadores, categoria de juristas que se consolidaria naquele período e que contribuiu fortemente para a evolução do direito. O texto da littera Bononiensis (uma versão praticamente paralela da célebre littera Florentina), que servia de base para os estudantes de Irnério, espalhou-se pela Europa em pouquíssimo tempo graças aos seus discípulos de Bolonha, que retornavam aos seus lugares de origem após a preparação heurística.
Além disso, de acordo com uma opinião antiga hoje muito contestada, Irnério também foi o autor do Epitome sulla Novellae (o famoso Epitome Authentica ). Ainda, ele foi quase certamente o autor do Formularium tabellionum (um diretório para notários) e das Quaestiones (uma coleção de julgamentos), que, no entanto, não chegaram à modernidade.

### Manuscritos
- Glossae ad Codicem, séculos XI - XII, Paris, Bibliothèque Nationale de France, Fonds latin, Lat. 4517, ff. 5ra-175va.
- Glossae ad Digestum vetus, século XII, Padova, Biblioteca Universitaria di Padova, Fondo manoscritti, ms. 941, ff. 1-198.